# Flora Hastings

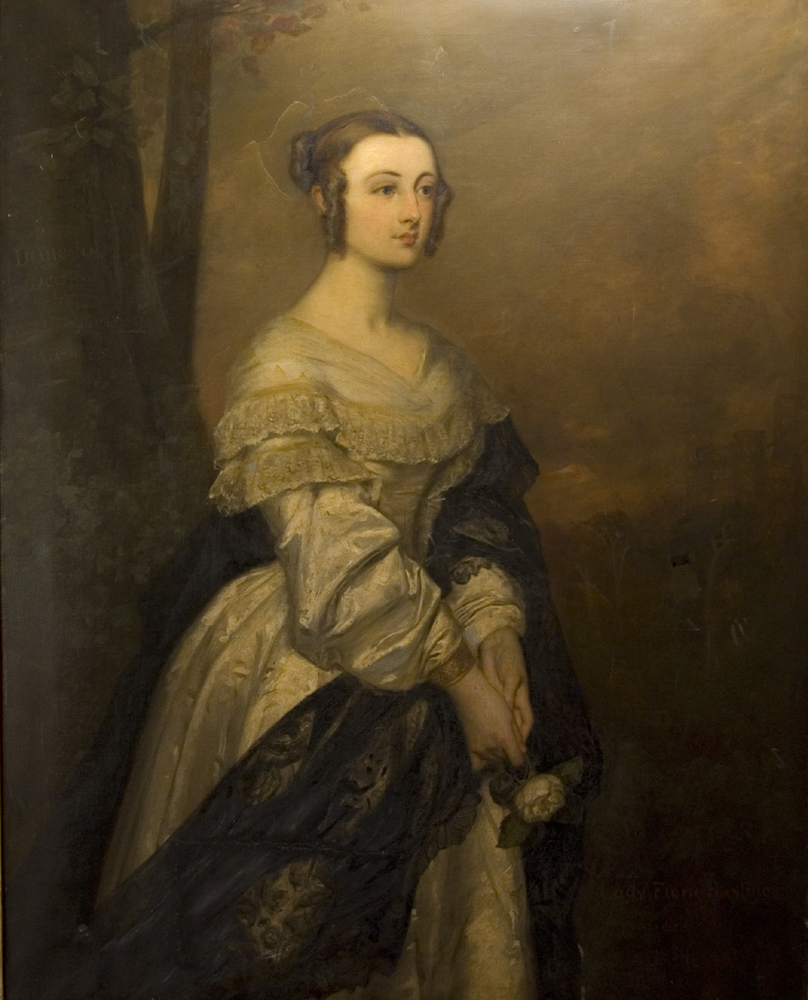
William Skelton: Lady Flora Hastings, Öl auf Leinwand, um 1836

Lady Flora Elizabeth Rawdon-Hastings, auch bekannt als Lady Flora Hastings (* 11. Februar 1806 auf Loudoun Castle bei Galston, East Ayrshire; † 5. Juli 1839 im Buckingham Palace, London) war eine britische Adlige und Hofdame (Mistress of the Robes) der Victoria von Sachsen-Coburg-Saalfeld, Duchess of Kent, deren Tochter Victoria ab 1837 britische Königin war.
Die ungerechtfertigte Vorverurteilung wegen einer angeblichen unehelichen Schwangerschaft löste 1839 die „Flora-Hastings-Affäre“ aus, die die junge Königin Victoria in ihrem zweiten Regierungsjahr in der Öffentlichkeit Ansehen und Sympathien kostete.

## Herkunft
Lady Flora Hastings’ Familie stammt aus der schottisch-englischen Aristokratie. Sie war die älteste Tochter von Francis Rawdon-Hastings, 1. Marquess of Hastings (1754–1826), einem britischen General und Generalgouverneur von Indien, und seiner Ehefrau Lady Flora Mure-Campbell (1780–1840), der späteren 6. Countess of Loudoun. Sie erhielt eine umfassende und vorzügliche Ausbildung, sprach mehrere Fremdsprachen und zeigte sich an Literatur, Musik und Malerei interessiert. Sie war regelmäßiger Gast bei Empfängen von Queen Adelaide, während ihr Bruder einer der Gentlemen of the Bedchamber von König William IV. war.

## Rolle im Kensington System

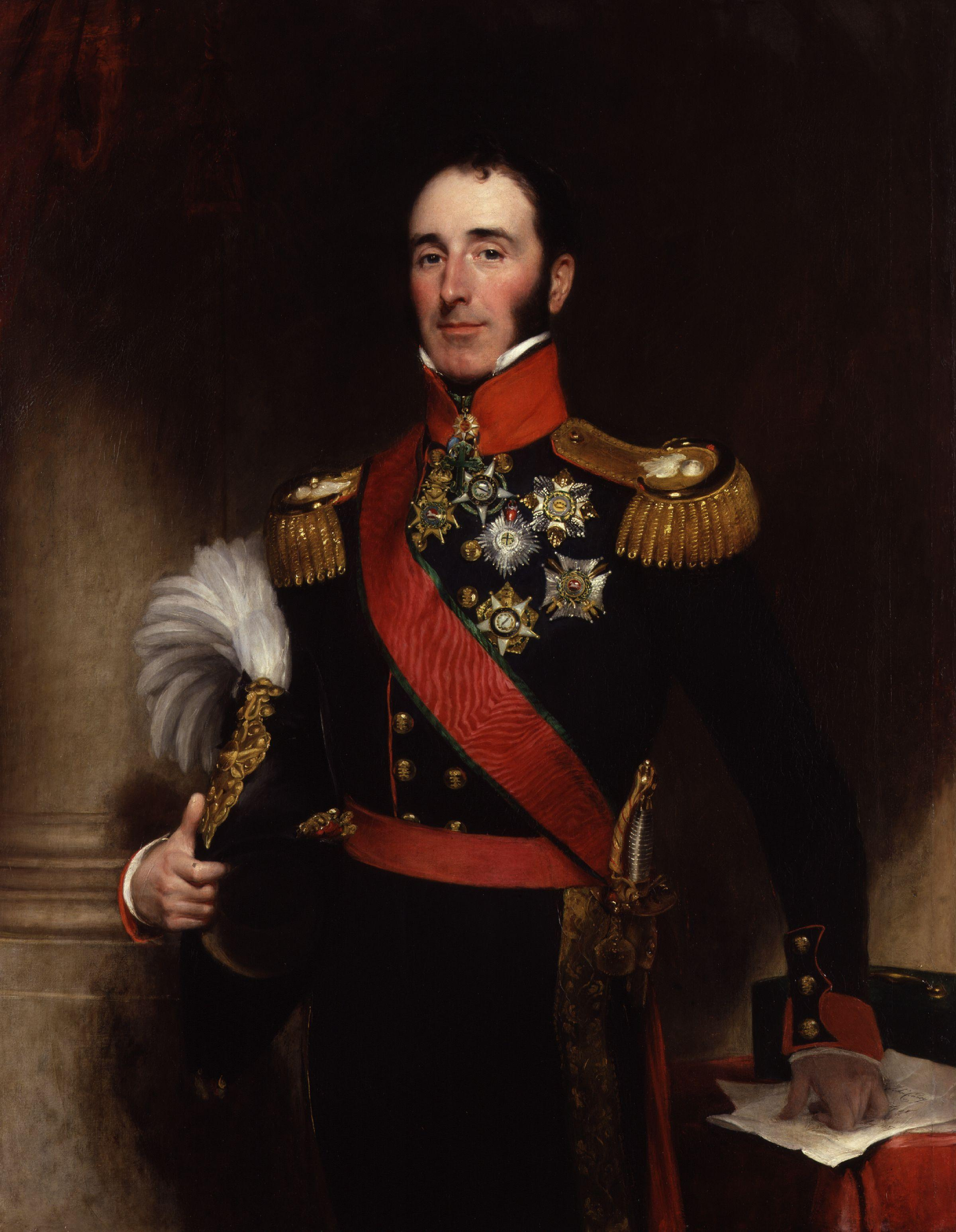
Sir John Conroy. 1837

Im Februar 1834 wurde Flora Hastings offiziell zur Hofdame der verwitweten Duchess of Kent ernannt. Die Historikerin Kathryn Hughes weist allerdings darauf hin, dass Flora Hastings weniger als Gesellschafterin der Duchess vorgesehen war, sondern in die Rolle einer Vertrauensperson der voraussichtlichen Thronnachfolgerin Victoria hineinwachsen und damit den Einfluss von deren Erzieherin und engen Vertrauten Louise Lehzen schwächen sollte. Flora Hastings war damit Teil des sogenannten Kensington Systems, mit dem John Conroy, der Nachlassverwalter des 1820 verstorbenen Edward Augustus, Duke of Kent and Strathearn, Einfluss auf die Familie der Duchess nehmen wollte. Conroy setzte seit dem Tod des Duke of Kent darauf, dass die Ehen der älteren Brüder des Duke kinderlos bleiben und damit Prinzessin Victoria auf dem britischen Thron nachfolgen würde. Angesichts des hohen Alters der Brüder würde dies vermutlich zu einem Zeitpunkt erfolgen, zu dem die Prinzessin noch unmündig war. In diesem Falle würde mit hoher Wahrscheinlichkeit die Duchess of Kent zur britischen Regentin ernannt werden, die an Stelle ihrer noch nicht volljährigen Tochter die Herrschaft ausüben würde. Auf Grund des großen Einflusses, den Conroy auf die Duchess of Kent hatte, würde dies ihm indirekt Einfluss und Macht sichern. Conroy setzte daher alles daran, die Duchess und ihre Tochter weitestgehend von anderen Hofkreisen zu isolieren. Sein Einfluss auf die Duchess war so groß, dass im Haushalt der Herzogin bis auf wenige Ausnahmen nahezu ausschließlich von Conroy ausgesuchte Personen verkehrten.
Die in höfischen Umgangsformen erfahrene Flora Hastings gehörte zu den von John Conroy sorgfältig ausgewählten Personen und wurde eingestellt, nachdem höfische Kreise die mangelhaften Umgangsformen der Prinzessin Victoria beklagten. Die Familien Conroy und Hastings waren seit langem eng miteinander verbunden. Conroys Bruder war während der Zeit, in der Lord Hastings als Generalgouverneur von Indien fungierte, dessen Aide de camp gewesen. Beide waren in einem Finanzskandal verwickelt gewesen, der ihren Ruf schädigte. Beide Familien fühlten sich außerdem von der britischen Krone ausgenutzt: 20 Jahre vor dem Antritt von Flora Hastings als Hofdame im Haushalt der Duchess of Kent hatte Lord Hastings dem damaligen Prinzregenten George eine so große Geldsumme persönlich geliehen, dass deren Nicht-Rückzahlung die Familie Hastings an den Rand des Ruins brachte. In ähnlicher Weise fühlte sich Conroy für seine Dienste an der unmittelbaren Familie der Thronfolgerin nicht hinreichend gewürdigt.
Die voraussichtliche Thronfolgerin selbst zählte dagegen mit ihrer Erzieherin zu den Personen, die Conroy ablehnten. Diese Ablehnung übertrug Prinzessin Victoria auch auf Flora Hastings, die sie im Auftrag der Duchess of Kent neben ihrer Erzieherin Louise Lehzen nun ständig begleitete und die von der Prinzessin als Spionin eingestuft wurde.
Als zunehmend wahrscheinlicher wurde, dass König William so lange leben würde, dass Prinzessin Victoria bei der Thronbesteigung volljährig sein würde, versuchte John Conroy im Verlauf des Jahres 1835 die Prinzessin zur Unterschrift unter ein Dokument zu zwingen, das ihm nach ihrer Thronbesteigung die Ernennung zum Privatsekretär der Königin zusicherte. Die Rolle des Privatsekretärs in einem königlichen Haushalt stellte eine der einflussreichsten Positionen dar, die ein Bürgerlicher oder Kleinadeliger zu diesem Zeitpunkt erreichen konnte. Mit Unterstützung ihrer Erzieherin Louise Lehzen widersetzte sich die Prinzessin dieser Unterschrift, was zu einem Bruch mit ihrer Mutter und allen mit ihrem Haushalt assoziierten Personen führte.

## Thronbesteigung Victorias

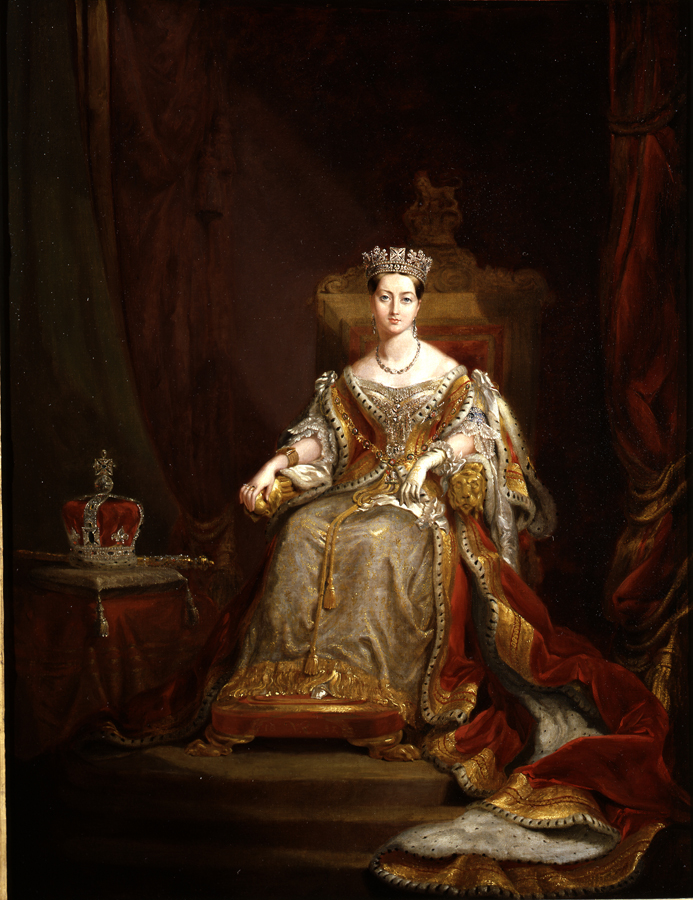
Königin Victoria im Krönungsornat, Gemälde aus dem Jahr 1838

Victorias Onkel William starb im Juni 1837, nur wenige Wochen, nachdem seine Thronfolgerin 18 Jahre und damit mündig war. Ihre neue Unabhängigkeit nutzte Königin Victoria, um sich dem dominierenden Einfluss ihrer Mutter und vor allem John Conroys zu entziehen. Ihrer Mutter wurde lediglich die Rolle bei Hofe zugebilligt, die das Protokoll für sie vorsah. Sie zog zwar gemeinsam mit ihrer Tochter aus dem Kensington Palace aus, wurde aber in einem Flügel im Buckingham Palace untergebracht, der weit entfernt von den privaten Räumlichkeiten der jungen Königin lag. Mutter und Tochter sahen sich nur noch bei offiziellen Anlässen und stets in Anwesenheit anderer Personen. Conroy erhielt keine offizielle Stellung am Hof und wurde 1838 bewusst noch nicht einmal zu den Krönungsfeierlichkeiten eingeladen. Er blieb aber weiterhin Mitglied des Haushalts der Duchess of Kent. Louise Lehzen dagegen wurde die Leitung des königlichen Haushalts übertragen und sie fungierte nun als „Lady Attendant“ der jungen Königin.
26 Frauen wurden zu Gesellschaftsdamen der jungen Königin ernannt. Bis auf Mary Davis, die Tochter des Bischofs von Peterborough, kamen die Gesellschaftsdamen der jungen Königin ausschließlich aus aristokratischen Familien, die der Partei der Whigs nahe standen. Flora Hastings dagegen wurde unzweideutig mitgeteilt, dass ihre Dienste als Gesellschafterin der jungen Königin nicht erwünscht seien. Wie Conroy blieb sie allerdings Mitglied des Haushalts der Duchess of Kent und zog ebenfalls mit in den Buckingham Palace. Die Zurücksetzung, die sowohl John Conroy als auch Flora Hastings erfuhren, stärkte das Band zwischen ihnen. Conroy vertraute ihr in einem Brief gegen Ende des Sommers 1837 an, wie sehr es ihn verletze, dass Königin Victoria und ihr Premierminister Lord Melbourne ihm die Erhebung in den Stand eines Peers und damit die Anerkennung seiner Verdienste um die Familie der Duchess of Kent verweigerten. Die sonst eher zurückhaltende Flora Hastings zeigte sich von diesem Vertrauensbeweis zutiefst berührt, nannte Conroy in ihrem Antwortschreiben ihren engsten Freund und hielt fest, wie sehr er sie an ihren Vater erinnere, dem von königlicher Seite ebenfalls so viel Unrecht widerfahren sei.
Flora Hastings nahm ihre Aufgabe – wie für Hofdamen durchaus üblich – mit Unterbrechungen wahr. Sie verbrachte immer wieder Monate bei ihrer verwitweten Mutter in Schottland um dann für mehrere Monate im Haushalt der Duchess zu leben. So war Flora Hastings im August 1837 nach Schottland zurückgekehrt und kam erst im April 1838 wieder an den britischen Hof zurück.
Angesichts ihrer Rückkehr hielt Königin Victoria in ihrem Tagebuch fest:

„Ich warnte [Lord Melbourne], dass Lady Flora eine erstaunliche Spionin sei, die alles weitergebe, was sie höre und dass er besser Obacht gebe, was er in ihrer Anwesenheit sage. Er antwortete: ‚ich werde darauf achten‘ und wir beide stimmten überein, dass es sehr unangenehm sei, sie wieder im Haus zu haben.“

## Die Flora Hastings-Affäre

### Der Schwangerschaftsverdacht

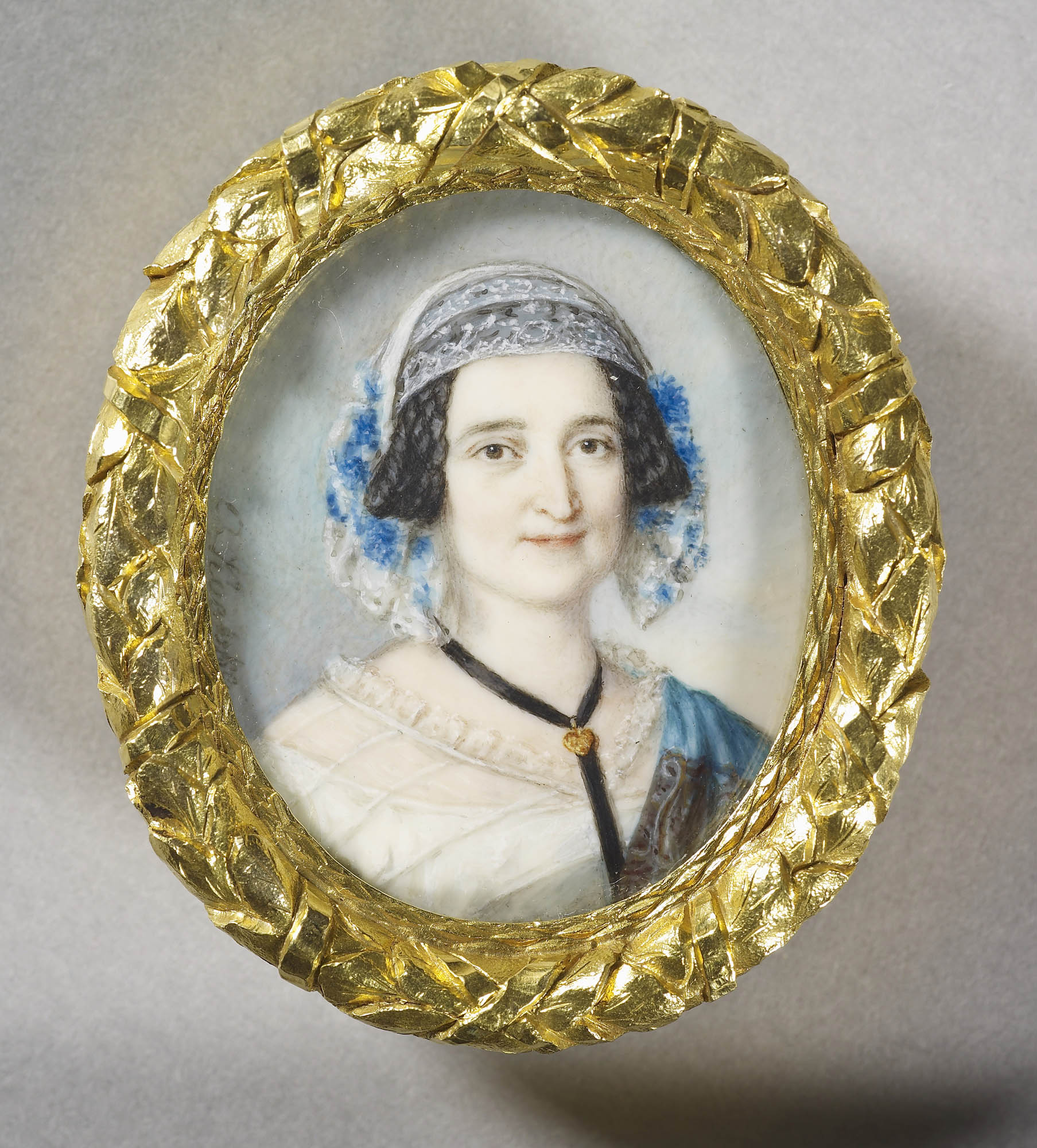
Baronin Louise Lehzen (1842), engste Vertraute der englischen Königin

Im August 1838 reiste Flora Hastings erneut zu ihrer Familie, die im Loudon Castle in der Nähe der Stadt Kilmarnock im Südwesten von Schottland ihren Stammsitz hatte. Sie blieb dort bis Weihnachten und zeigte sich zunehmend kränklich. Trotz ihrer angegriffenen Konstitution nahm sie zu Beginn des Jahres 1839 die viertägige Rückreise nach London auf sich: Lady Mary Stopford, mit der sich Flora Hastings den Dienst bei der Duchess of Kent teilte, war schwer an Tuberkulose erkrankt und die Duchess ohne Hofdame. Ab dem 10. Januar 1839 war sie wieder im Buckingham Palace. Noch am Tag ihrer Rückkehr wandte sie sich an James Clark, den Leibarzt sowohl von Königin Victoria als auch der Duchess of Kent, weil sie an Schmerzen in ihrer linken Körperseite litt und ihr Bauch stark geschwollen war. Clark, der Flora Hastings untersuchte, während diese wie üblich vollständig bekleidet blieb, verschrieb ihr ein Mittel gegen Verstopfung.
Aus Tagebucheinträgen der Königin Victoria geht hervor, dass der stark geschwollene Bauch der ansonsten schlanken Hofdame bereits am 12. Januar bei ihr und ihrer Vertrauten Luise Lehzen den Verdacht erweckte, dass Lady Flora schwanger sei. Am 2. Februar hielt die Königin außerdem im Tagebuch fest, dass sie John Conroy als den Vater verdächtigte. An diesem Verdacht war Lady Flora nicht völlig unschuldig – das gute Verhältnis zwischen der Hofdame und Conroy war am Hofe bereits länger Gespräch. Darüber hinaus hatte Flora Hastings sich bei ihrer letzten Abreise nach Schottland nur von John Conroy begleitet in einer Kutsche vom Palast zum Hafen von London bringen lassen, wo sie das Dampfschiff nach Edinburgh bestieg. Den vergleichsweise ungewöhnlichen Schritt, sich ohne weitere Anstandsperson mit einer nicht verwandten männlichen Person die Kutsche zu teilen, erklärt die Historikerin Kathryn Hughes damit, dass Flora Hastings sich mit ihren 32 Jahren bereits als alte Frau empfand und in dem verheirateten Conroy einen väterlichen Freund sah, der eine Anstandsperson unnötig mache. Darauf weist auch ein Brief hin, in dem sich Flora Hastings’ Mutter für die Fürsorge um ihre Tochter bei dem Ehepaar Conroy bedankt.

### Reaktionen am Hofe

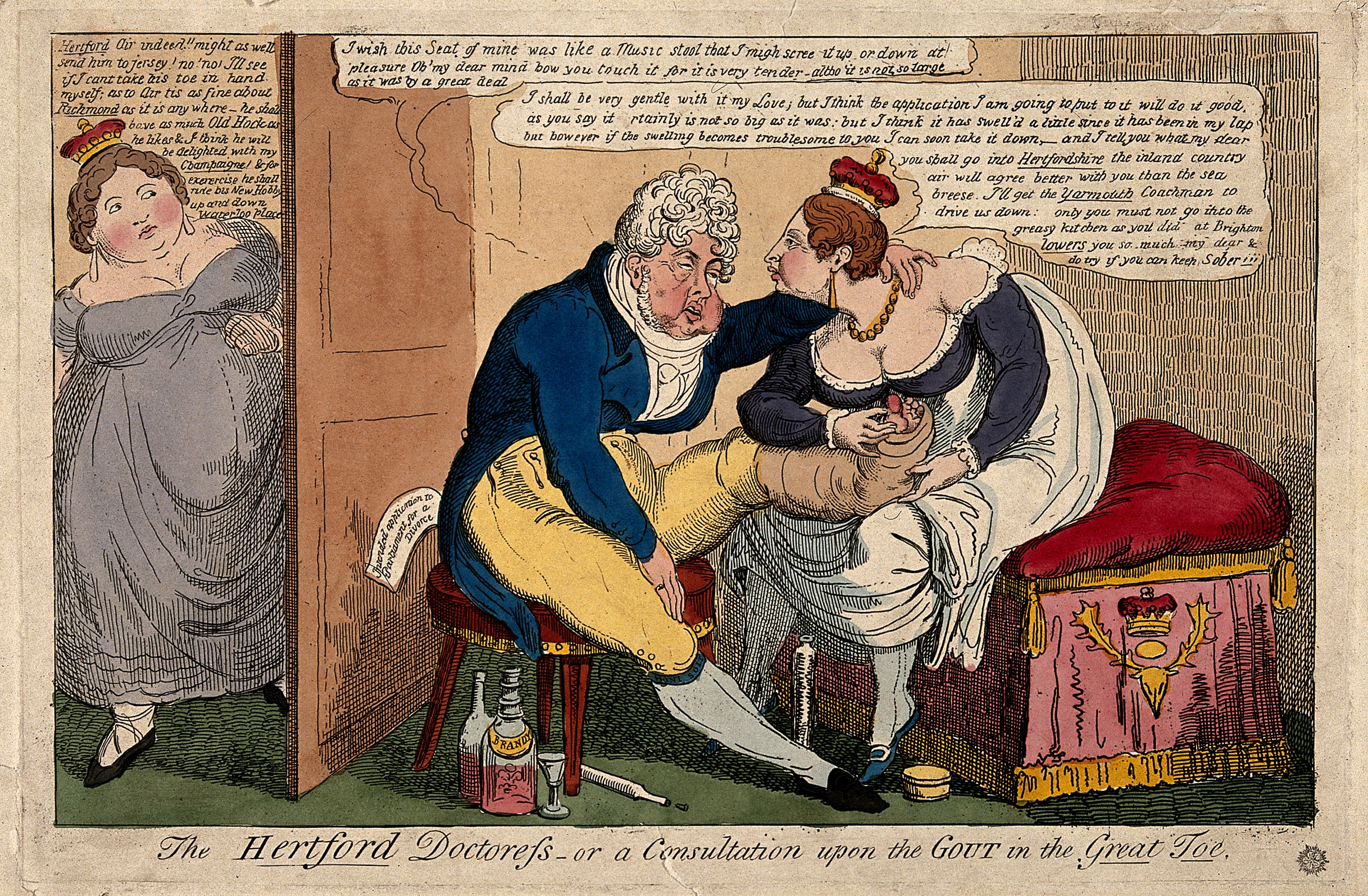
Die Herrschaft der Königin Victoria sollte im Gegensatz zu der Herrschaft ihrer Vorgänger – karikiert ist hier das Liebesleben ihres Vorgängers Georg IV – über moralische Zweifel erhaben sein. Die vermeintliche Schwangerschaft der Lady Flora gefährdete diesen Ruf und drohte auch die zu schädigen, die an ihrem Hofe Dienst taten

Königin Victoria teilte ihre Vermutung über die Schwangerschaft Lady Flora sehr bald ihrem Premier Lord Melbourne mit. Dieser tat wenig, um die Königin darin zu hindern, das Gerücht weiter zu streuen. Er gab ihr Anfang Februar lediglich den Rat, einfach abzuwarten – die Zeit würde beweisen, ob Lady Flora wirklich schwanger war. Aus Sicht Lord Melbournes war es vor allem wesentlich, einen Skandal zu vermeiden, der auf die Königin ausstrahlen könnte. In Zeitungen, die der politischen Opposition nahe standen, waren bereits vermehrt kritische Kommentare darüber zu lesen, wie sich die noch sehr junge Königin dem Einfluss ihrer Mutter entzogen habe.
Zu diesem Zeitpunkt war diese mögliche Schwangerschaft jedoch bereits Hofgespräch. Lady Tavistock, die höchstrangige Hofdame im Gefolge der Königin, die Ende Januar nach längerer Abwesenheit ihren Dienst wieder aufnahm, fand die anwesenden Hofdamen in höchster Aufregung vor. Charles Grenville, als Sekretär des Privy Council Zeuge zahlreicher Vorgänge am britischen Königshof, hielt in seinem Tagebuch fest, dass die übrigen Hofdamen Lady Tavistock baten, alles zu tun, um ihren guten Ruf vor Schaden durch eine uneheliche Schwangerschaft der Lady Flora zu schützen.
Kathryn Hughes weist darauf hin, dass diese Sorge nur aus heutiger Sicht befremdlich erscheint, jedoch zu damaliger Zeit wohlbegründet war. Unter Königin Victorias Vorgängern George und William galt das Leben am Hofe als moralisch äußerst zweifelhaft. George hatte dem Ansehen der britischen Krone durch seinen ausschweifenden und extravaganten Lebensstil, das zerrüttete Verhältnis zu seinem Vater, seine heimliche Ehe mit der zweimal verwitweten Maria Fitzherbert und den spektakulär gescheiterten Versuch, die Ehe mit seiner Cousine Caroline von Braunschweig aufzulösen, nachhaltig geschadet. Sein jüngerer Bruder William, der ihn auf dem Thron folgte, legte seine derben Seemannsmanieren niemals ab, war schroff bis zur Unhöflichkeit und formlos bis zur Vulgarität. Die Thronbesteigung durch die jungfräuliche Victoria sollte ein Neubeginn des britischen Hoflebens sein. Eine uneheliche Schwangerschaft einer der am Hof lebenden Hofdamen wäre jedoch deutliches Indiz gewesen, dass es dort nicht weniger moralisch zweifelhaft zuging als unter Victorias Vorgängern, und hätte tatsächlich auch dem Ruf all der Frauen geschadet, die an diesem Hofe Dienst taten.

### Die Konfrontation am 16. Februar 1839

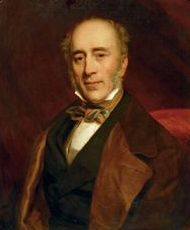
James Clark, Leibarzt der Königin, Porträt aus dem Jahre 1870

James Clark fungierte unverändert als Lady Floras Hausarzt und sah regelmäßig nach seiner Patientin. Im Februar legte er ihr nahe, sich von ihm in einem teilweise entkleideten Zustand untersuchen zu lassen. Es gibt Indizien, dass dies geschah, weil er beeinflusst von dem Hofklatsch eine Schwangerschaft nicht ausschloss. Lady Flora wies dieses Ansinnen entschieden zurück. Als die Königin davon erfuhr, schickte sie die von ihr besonders geschätzte Hofdame Lady Portman zu James Clark, um ihm den Auftrag zu überbringen, Lady Flora mit dem Schwangerschaftsverdacht zu konfrontieren. Die delikate Frage nach einer heimlichen Schwangerschaft sollte ihr mit der Frage, ob sie heimlich verheiratet sei (privately married), nahegebracht werden – eine Formulierung, die Louise Lehzen vorgeschlagen hatte.
Es gibt unterschiedliche Aussagen darüber, wie diese Konfrontation am 16. Februar verlief. James Clarke bestand immer darauf, er habe die Frage nach der heimlichen Heirat höflich und taktvoll gestellt. Lady Flora dagegen bestand darauf, dass James Clark aufgeregt und ohne jegliche Ankündigung in ihre Räumlichkeiten eingedrungen sei. Unabhängig davon, in welcher Atmosphäre die Begegnung verlief, war Lady Flora sofort offensichtlich, dass die Frage nach einer heimlichen Heirat bedeute, dass man sie einer unehelichen Schwangerschaft verdächtige. Diesen Verdacht wies Lady Flora entschieden von sich und wies darauf hin, sie habe erst kürzlich eine Menstruation gehabt – für damalige Verhältnisse auch gegenüber einem Arzt ein ungewöhnlich freimütiges Eingeständnis. Sie wies außerdem darauf hin, dass – hätte er als ihr Arzt ihr mehr Aufmerksamkeit entgegengebracht – ihm wohl auch aufgefallen wäre, dass die Schwellung soweit zurückgegangen wäre. Sie habe mittlerweile sogar einige Kleider wieder enger nähen lassen müssen. Nach Lady Floras Darstellung der Konfrontation wurde James Clark grob und hielt dagegen vor, dass die anderen Hofdamen der Ansicht seien, ihr Umfang nehme täglich zu. Er legte ihr eindringlich nahe, sofort zu gestehen, da dies die einzige Möglichkeit sei, sich zu retten. Auf Lady Floras Weigerung, eine Schwangerschaft einzugestehen, verlangte er eine sofortige gründliche medizinische Untersuchung, um die übrigen Hofdamen zu beruhigen und jeglichen Schatten auf ihrem Namen zu beseitigen. In Leugnung der Quelle des Verdachtes wies Clark auch darauf hin, dass diese Untersuchung auch deswegen nötig sei, weil man der Königin bereits die Nachricht von dem Skandal zugetragen habe.

### Das Hofgerücht wird offiziell

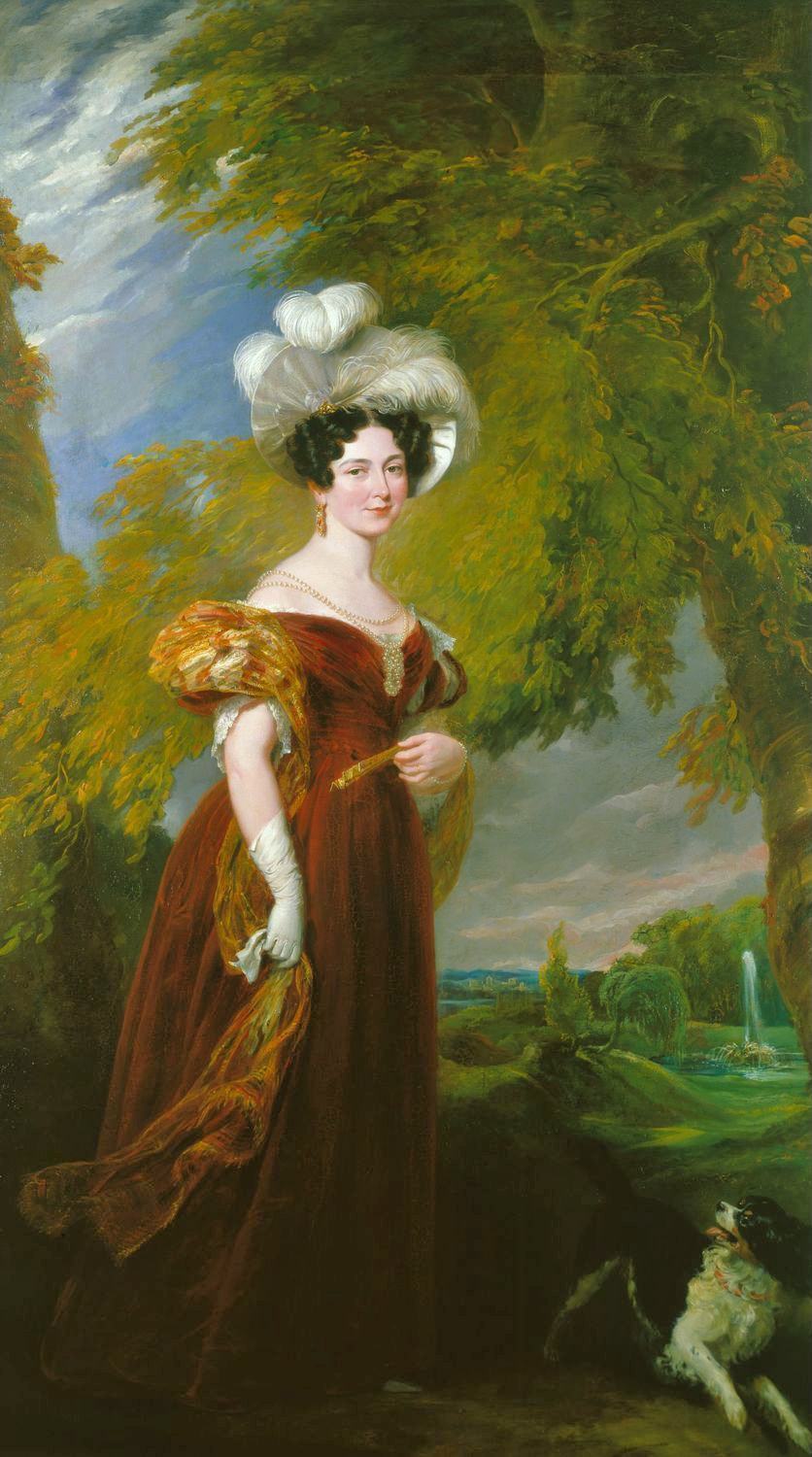
Victoria, Duchess of Kent, Gemälde von George Hayter, 1835

Lady Flora reagierte auf die von James Clark geäußerten Vorwürfe, indem sie sofort eine Kutsche nahm, um John Conroy aufzusuchen. Conroy, der über sein Netzwerk am Hofe längst über die Vorwürfe informiert war, war sich bewusst, wie diese Handlung ausgelegt werden könnte, und stellte sicher, dass sie sofort in den Buckingham Palace zurückkehrte. Dort wurde ihr mitgeteilt, dass sie auf Befehl der Königin von allen Hofaktivitäten ausgeschlossen sei, bis bewiesen sei, dass sie kein Kind erwarte. Den übrigen Hofdamen wurde von Lady Portman der Umgang mit Lady Flora untersagt. Der Hofdame Spring Rice, Tochter des Baron Monteagle of Brandon, die sich nach deren Befinden erkunden wollte, blieb kein anderer Weg, als mit der Post eine Nachricht an Lady Flora zu senden, die im anderen Flügel des Buckingham Palace wohnte.
Königin Victoria ließ darüber hinaus noch am 16. Februar ihre Mutter darüber unterrichten, dass ihre Hofdame verdächtigt werde, schwanger zu sein. Die Duchess of Kent war entsetzt über diesen Verdacht, zweifelte jedoch nicht an Lady Floras Unschuld. In einem späteren Brief an Lady Hastings, der Mutter von Lady Flora, hielt sie fest, dass sie nicht daran zweifele, dass die Anschuldigungen in Wirklichkeit gegen sie gerichtet seien. Die gewünschte intime Untersuchung hielt sie für eine Demütigung, sie riet ihrer Hofdame dringend davon ab, sich dieser zu unterziehen.

### Die ärztliche Untersuchung am 17. Februar 1839
Am Nachmittag des 17. Februars erklärte Lady Flora, sie sei bereit, sich der Untersuchung zu unterwerfen. Zu ihrer Entscheidung trug auch bei, dass Sir Charles Clarke ein erfahrener Geburtshelfer und der Leibarzt der Königinwitwe Adelheid war, deren zahlreiche Fehlgeburten letztlich zu Königin Victorias Thronbesteigung geführt hatten.
Über den Ablauf der folgenden Untersuchung gibt es widersprüchliche Aussagen: Wesentliche Quellen sind ein Bericht von James Clark, den er nach Flora Hastings’ Tod verfasste, sowie eine eidesstattliche Aussage durch Caroline Reichenbach, die Schweizer Kammerzofe der Hofdame, die diese am 23. Juli 1839 ablegte. Nach Aussage von James Clarke gab Sir Charles Lady Flora eine letzte Möglichkeit, ihre Schwangerschaft einzugestehen. Lady Flora lehnte dies nicht nur ab, sondern bat auch darum, dass man Lady Portman, die Lady Flora als ihre Anklägerin bezeichnete, als Zeugin der Untersuchung herbeirufe. Nach der Aussage von Caroline Reichenbach war Charles Clarke nach Lady Floras energischer Zurückweisung einer Schwangerschaft bereit, zu bescheinigen, dass eine solche nicht vorläge. Anders als James Clark in seinen späteren Aufzeichnungen der Ereignisse behauptete, insistierte nach Caroline Reichenbachs Aussage James Clark auf die Untersuchung, die nach damaligem Verständnis zutiefst demütigend war. Sie fand im Schlafzimmer der Hofdame in Anwesenheit ihrer Kammerzofe und Lady Portman statt. Lady Flora musste dazu ihre Unterwäsche, nicht aber ihre Röcke ausziehen und lag während der Untersuchung auf ihrem Bett. Beide Ärzte führten während der 45 Minuten dauernden Untersuchung ihre Finger in Lady Floras Vagina ein, um festzustellen, ob die Gebärmutter vergrößert war, wie es bei einer Schwangerschaft im zweiten Trimester zu erwarten gewesen wäre.
Die medizinische Fachzeitschrift The Lancet hielt noch 1850 angesichts solcher Untersuchungen fest, dass eine Frau, die sich einer solchen unterziehen müsse, in Feinempfinden und Reinheit nicht mehr dieselbe war wie vorher. Lediglich Prostituierten, die durch ihren Lebenswandel als verdorben galten, unterstellte man, dass sie solche Untersuchungen ohne Schaden überstünden. Nach Aussage von Caroline Reichenbach empfand Lady Flora insbesondere die Untersuchung durch James Clark als große Qual und war an deren Ende einer Ohnmacht nahe. Beide Ärzte stellten bei ihrer Untersuchung eine Unterleibserweiterung fest. Es gebe keine Anzeichen dafür, dass eine Schwangerschaft vorliege oder jemals vorgelegen habe. In einer separaten Notiz hielt Charles Clarke außerdem fest, dass Lady Flora jungfräulich war. In einem Gespräch am nächsten Morgen mit Lord Melbourne stellten sie jedoch fest, dass es theoretisch möglich sei, dass Lady Flora trotz ihrer Jungfräulichkeit schwanger sein könne. Unterstellt wurde, dass bei einem Petting männlicher Samen in ihre Vagina gelangte und es zu einer Befruchtung kam.

### Offizielle Rehabilitation

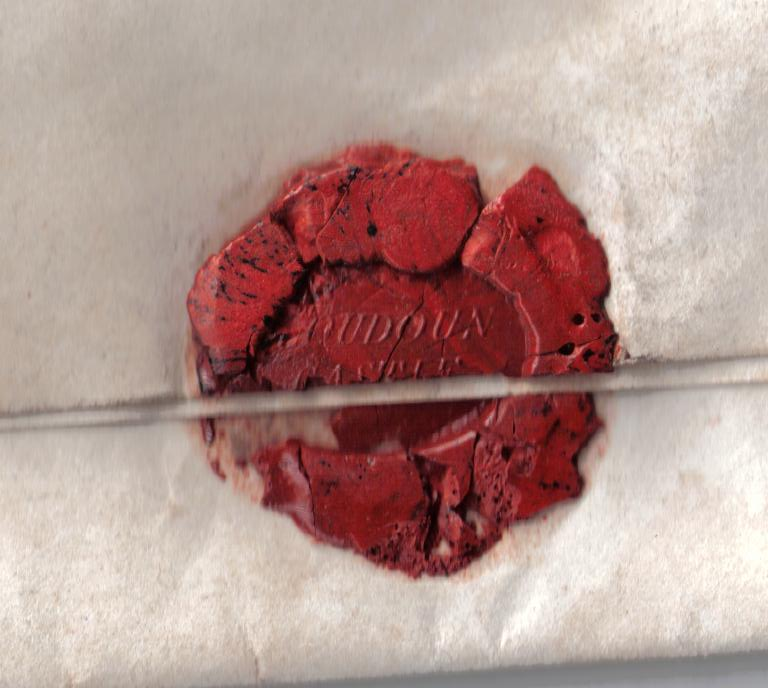
Wachssiegel auf einem von Lady Flora geschriebenem Brief

Die teilweise Rücknahme des Testats durch die beiden Ärzte Clark und Clarke führte dazu, dass ein innerer Kreis des Hofes – bestehend aus der Königin, Lord Melbourne, Baronin Lehzen und Lady Portman – immer noch von einer Schwangerschaft überzeugt war. Insbesondere Lady Portman, die mit ihrem fünften Kind schwanger war, war sich sicher, dass der schwerfällige Gang der Lady Flora nur so zu erklären sei. Auf Grund des offiziellen Testats musste jedoch die Verbannung von Lady Flora von den Aktivitäten des Königshofes aufgehoben werden. Die Duchess of Kent, die immer von der Unschuld ihrer Hofdame überzeugt war, entließ James Clark als ihren Leibarzt. Von ihrer Tochter verlangte sie gleiches, was diese aber verweigerte.
Während Lady Flora die offizielle Entschuldigung von Lady Portman noch am Abend des 17. Februars annahm, ließ sie die Königin Victoria eine Woche lang warten, bis sie zu einem Treffen bereit war. Auch über dieses Treffen gibt es unterschiedliche Aussagen. Königin Victoria hielt in ihrem Tagebuch fest, dass Lady Flora um der Duchess of Kent willens bereit gewesen sei, alles zu vergeben und zu vergessen. Nach einem Brief, den Lady Flora noch am Abend des Treffens an ihre Schwester Sophia schrieb, war die Begegnung konfrontativer: Sie habe der Königin unter anderem vorgeworfen, sie von vornherein als schuldig befunden zu haben.

### John Conroy und die Reaktion der Familie Hastings
John Conroy sah in der Affäre um Lady Flora seine letzte Chance, die Duchess of Kent zur Mitregentin oder gar zur Regentin zu machen und damit selbst zu Macht und Einfluss zu gelangen: Der fragwürdige Umgang mit Lady Flora sollte als Beleg dienen, dass die 19-jährige Königin ohne Anleitung einer älteren Person nicht nur unfähig war, ihren eigenen Hofstaat zu lenken, sondern erst recht ein ganzes Land. Der Duchess of Kent legte er nahe, sicherzustellen, dass die Affäre in Hofkreisen weiterhin diskutiert werde. Auf die Familie Hastings wirkte er ein, möglichst öffentlichkeitswirksam Genugtuung zu suchen.

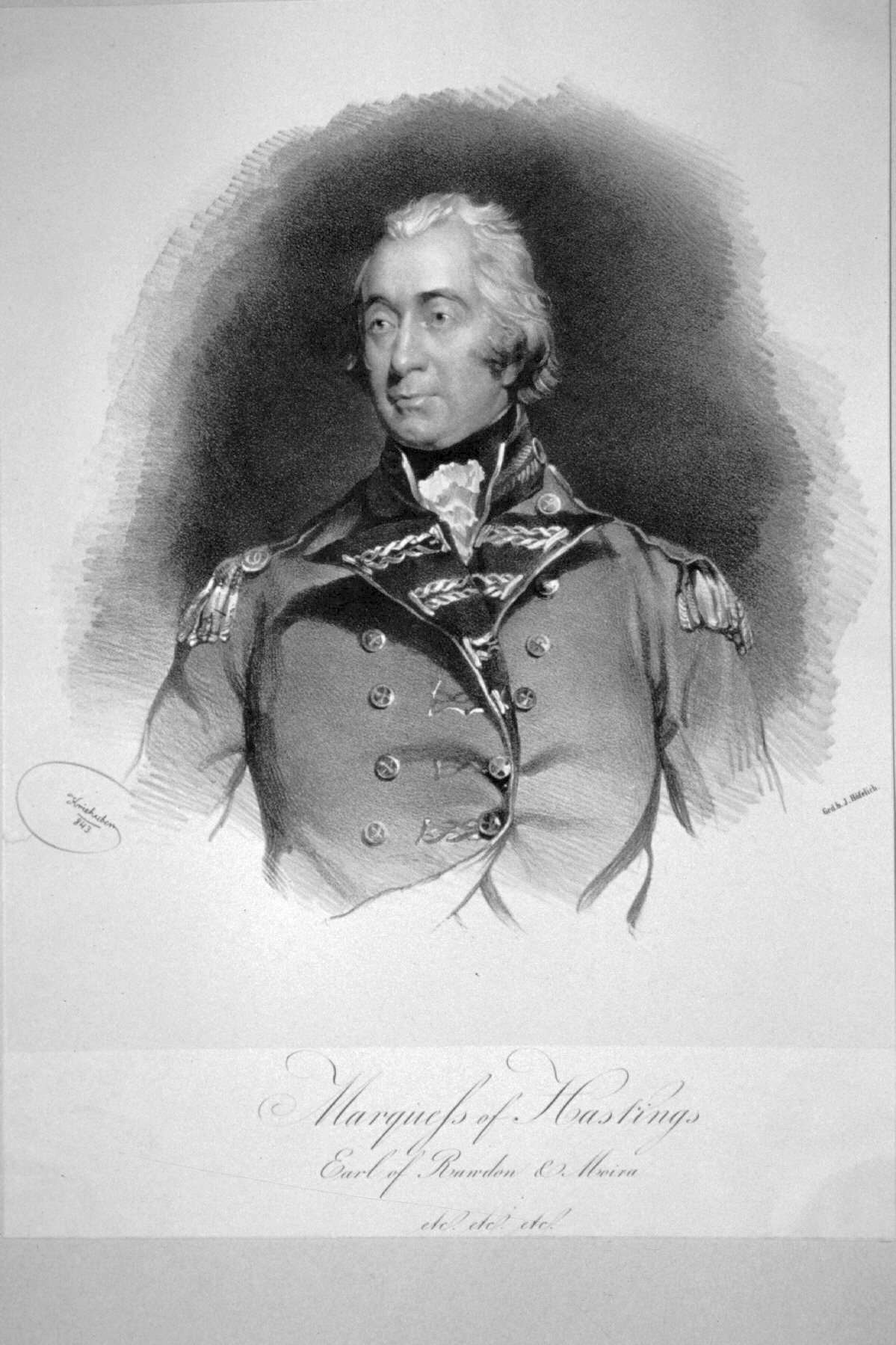
George Rawdon-Hastings, 2. Marquess of Hastings, Bruder von Lady Flora, (1843)

Der Zorn von Lady Floras Mutter und ihrer Schwester Sophie richtete sich zunächst vor allem gegen James Clark, den sie als Instrument einer Intrige gegen ihre Verwandte sahen. Am 7. März schrieb Lady Hastings an die britische Königin und verlangte die sofortige Entlassung des Leibarztes. Wie der erfahrene Duke of Wellington betonte, werde eine Entlassung des königlichen Leibarztes nur dafür sorgen, dass die Öffentlichkeit auf die Affäre aufmerksam würde. Als die Entlassung verweigert wurde, reiste der Bruder von Lady Flora, der junge Marquess of Hastings nach London, forderte Lord Melbourne zum Duell, erzwang eine Audienz mit der Königin und drohte Lady Tavistock und Lady Portman mit einem Gerichtsprozess, wenn sie nicht verrieten, wer das Gerücht um Lady Floras Schwangerschaft in die Welt gesetzt habe. Der Einsatz für seine Schwester sorgte dafür, dass die Affäre auch außerhalb der unmittelbaren britischen Hofkreise diskutiert wurde. Da niemand wegen eines Rufmordes aus seiner Hofanstellung entlassen wurde, erschien es vielen als naheliegend, dass Lady Flora tatsächlich schwanger war und man die Affäre vertuschen wollte. Am Brüsseler Hof mit seinen engen Kontakten zum britischen Hof brachte Baron Stockmar, der enge Vertraute von König Leopold, sogar das Gerücht in Umlauf, dass es bereits das zweite uneheliche Kind sei, das Lady Flora erwarte. Das erste Kind sollte sie zwischen August 1837 bis April 1838 zur Welt gebracht haben, als sie fern vom britischen Königshof bei ihrer Familie weilte.
Während die Gerüchte um Lady Flora immer fantasievoller wurden, sorgte John Conroy dafür, dass am 24. März in der britischen Zeitung Age ein Artikel erschien, der die Königin und Baronin Lehzen beschuldigte, die unschuldige Lady Flora zu der demütigenden gynäkologischen Untersuchung gezwungen zu haben. Am selben Tag erschien auch im Examinier ein Artikel, in der Hamilton Fitzgerald, ein angeheirateter Onkel von Lady Flora, seine Nichte verteidigte. Fitzgerald vermied es, die Königin direkt einer Fehlhandlung zu beschuldigen, deutete aber an, dass die Königin sich von einer Hofkamarilla habe instrumentieren lassen und dies mittlerweile zutiefst bedauere. Während am britischen Hofe die Atmosphäre immer eisiger wurde, zunehmend über eine Entlassung von Lady Portland spekuliert wurde und die Duchess of Kent sich weigerte, öffentlich mit Lady Tavistock zu erscheinen, griff die britische Presse die Affäre begierig auf.

### Tod Lady Floras
Nachdem Lady Floras Mutter ihren Briefwechsel mit dem Premierminister an die toryfreundliche Presse gegeben hatte, war Lord Melbourne öffentlich mit den Vorgängen im Palast in Verbindung gebracht worden. Nur die Geburt eines Kindes von Lady Flora hätte ihn rehabilitieren können, aber dass damit nicht zu rechnen war, hatte sich nun trotz der Inkompetenz der Ärzte herumgesprochen. Man versuchte, alle Verantwortung an der Art, wie Lady Flora behandelt wurde, auf die Baronin Lehzen als die Urheberin des Gerüchtes von Conroys Vaterschaft zu schieben. Aber die Leichtfertigkeit, mit der Melbourne darüber dachte, und die Herzlosigkeit, die Victoria selbst noch am Sterbebett der Hofdame zeigte, können schlecht geleugnet werden. Am 5. Juli starb Lady Flora Hastings. Die Obduktion ergab ein langwieriges Leberleiden; was der Hofklatsch für eine Schwangerschaft gehalten hatte, war ein bösartiger Polyp.